# Pacifiški puščičasti ligenj
Pacifiški puščičasti ligenj, znan tudi kot japonski ligenj, znanstveno ime Todarodes pacificus je vrsta lignja iz družine Ommastrephidae. Razširjen je v severnem Tihem oceanu, predvsem v vodah Japonske, vzdolž kitajske obale in obal Rusije, vse do Beringovega preliva in južnih obal Aljaske in Kanade. 

## Habitat
Pacifiški puščičasti ligenj se običajno zadržuje v vodah s temperaturami med 5 in 27 °C, najpogosteje pa se zadržuje v zgornjih vodnih plasteh. Običajna življenjska doba te vrste je eno leto.
Puščičasti lignji lahko med migracijami preskakujejo razdalje do 30 m znanstveniki pa to letenje pripisujejo ogibanju plenilcem ali varčevanju z energijo med premagovanjem velikih razdalj. Pri teh skokih si pomagajo z izbrizgavanjem vode.